# Constant-Ernest d'Hoffschmidt
Constant-Ernest d'Hoffschmidt (Recogne, 7 maart 1804 - Twee-Akren, 14 februari 1873) was een Belgisch volksvertegenwoordiger, senator en minister.

## Biografie

### Familie
François d'Hoffschmidt was een telg uit de familie D'Hoffschmidt. Onder het ancien régime was de voorvader d'Hoffschmidt heer van Resteigne en bewoonde de familie het grote kasteel in deze gemeente. Een tak streek later neer in de gemeente Noville bij Bastenaken en speelde er een sociale rol. Hij was een zoon van Ernest-François d'Hoffschmidt, officier in Franse dienst en lid van de Tweede Kamer, en Marguerite Philippe. Zijn vader werd in de adelstand bevestigd in 1816. Hij was een broer van François d'Hoffschmidt.
Hij trouwde in 1831 met Léocadie Lamquet (1808-1832) en vervolgens met Eugénie de Steenhault (1818-1895), dochter van Victorin de Steenhault, gouverneur van Luxemburg. Hij kreeg een dochter in het eerste huwelijk en twee zoons en twee dochters in het tweede. Geen enkele zorgde voor nakomelingen. 

### Loopaan
D'Hoffschmidt was mijningenieur en industrieel. Hij werd provincieraadslid van Luxemburg en werd er bestendig afgevaardigde (1831-1836), maar moest wegens onverenigbaarheid aan dit mandaat verzaken toen hij met de dochter van de provinciegouverneur trouwde.
In 1839 werd hij verkozen tot liberaal volksvertegenwoordiger voor het arrondissement Bastenaken. Hij bleef het mandaat uitoefenen tot in 1854 en werd opnieuw verkozen voor de periode 1857-1863. Vervolgens was hij senator van 1866 tot 1870.
D'Hoffschmidt was minister van Openbare Werken (1845-1846) in de unionistische regering-Van de Weyer en minister van Buitenlandse Zaken in de liberale regering-Rogier II (1847-1852).
In 1863 werd hij benoemd tot minister van Staat.